# 黄琛 (驸马)
黄琛（?—?）。原名黄宝，湖北武昌人，明朝驸马。

## 生平
红巾军时代，黄琛以帐前参随舍人提兵马副指挥，被朱元璋宠爱，让他娶蒙城王朱重四的女儿庆阳公主。他征战有功，官居龙江翼守御千户。洪武元年，朱元璋建立明朝，封黄琛为驸马都尉，改任淮安卫指挥使。礼官上言，皇侄女应该改为郡主，黄琛应该奉还驸马都尉的诰命。明太祖因为只有两个侄女，不忍降夺，依旧称为公主驸马。黄琛死于中都留守任上。